# Варезе (провінція)
Провінція Варезе (італ. Provincia di Varese) — провінція в Італії, у регіоні Ломбардія. 
Площа провінції — 1 199 км², населення — 889 774 осіб.
Столицею провінції є місто Варезе.

## Географія
Межує на півночі і на сході з Швейцарією (Кантон Тічино), на сході з провінцією Комо, на півдні з провінцією Монца і Бріанца і з провінцією Мілан, на заході з регіоном П'ємонт (провінцією Новара, провінцією Вербано-Кузіо-Оссола).

## Основні муніципалітети
Найбільші за кількістю мешканців муніципалітети (ISTAT, 31/12/2007):
| Ном. | Муніципалітет      | Населення (осіб) | Площа (км²) | Густота (ос/км²) | Висота (м.н.р.м.) |
| ---- | ------------------ | ---------------- | ----------- | ---------------- | ----------------- |
| 1°   | Варезе             | 82.037           | 54,93       | 1493             | 382               |
| 2°   | Бусто-Арсіціо      | 81.195           | 30,27       | 2682             | 226               |
| 3°   | Галларате          | 50.156           | 20,97       | 2392             | 238               |
| 4°   | Саронно            | 38.126           | 10,84       | 3517             | 212               |
| 5°   | Кассано-Маньяго    | 21.239           | 12          | 1770             | 261               |
| 6°   | Традате            | 17.165           | 21          | 817              | 303               |
| 7°   | Сомма-Ломбардо     | 16.988           | 30          | 566              | 300               |
| 8°   | Малнате            | 16.233           | 8,79        | 1847             | 355               |
| 9°   | Самарате           | 16.208           | 15          | 1081             | 221               |
| 10°  | Каронно-Пертузелла | 14.566           | 8           | 1821             | 194               |